# Daniel Martínez
Daniel Felipe Martínez Poveda  (født 25. april 1996 i Soacha) er en professionel cykelrytter fra Colombia, der er på kontrakt hos Red Bull-Bora-Hansgrohe.
I 2019 blev han colombiansk mester i enkeltstart. Han blev samlet vinder af det franske etapeløb Critérium du Dauphiné 2020. Ved Tour de France 2020 vandt han 13. etape.